# Human Brain Project
Pour les articles homonymes, voir HBP.
Pour l'Human Brain Project du National Institute of Mental Health (NIMH) voir neuroinformatique
 (février 2023).
Le Human Brain Project (HBP, en français « Projet du cerveau humain ») est un projet scientifique d'envergure entrepris durant la décennie 2013-2023 à l'initiative de la Commission européenne. Il s'agissait d'un des deux FET flagships (« Initiatives-phare des Technologies Futures et Émergentes ») du programme-cadre pour la recherche et le développement technologique
, soutenu financièrement à hauteur d'un milliard d'euros, dont la moitié versée par l'UE.
Basé sur la technologie de l'Exascale computing, le HBP visait à construire une infrastructure de recherche scientifique collaborative utilisant les TIC pour permettre aux chercheurs de toute l'Europe de faire progresser les connaissances dans les domaines des neurosciences, de l'informatique et de la médecine liée au cerveau.
En 2015, Le projet a été contesté ce qui a conduit à réorienter en partie ses objectifs en accordant notamment plus d'importance aux neurosciences cognitives.
Une recherche évaluée par les pairs a révélé que son forum de discussion public a été activement utilisé et a fait preuve de résilience pendant la pandémie de COVID-19. Le forum HBP a été le plus activement utilisé et le plus utile pour résoudre les questions liées aux problèmes de programmation et les questions proches des domaines principaux du HBP. La revue Nature a publié une rétrospective du projet.

## Organisation
Le projet était mené par une équipe coordonnée par Henry Markram, un neuroscientifique de l'École polytechnique fédérale de Lausanne (EPFL) qui, parallèlement, travaillait déjà sur le projet suisse Blue Brain ; et codirigé par le physicien Karlheinz Meier de l'université de Heidelberg et le médecin Richard Frackowiak du Centre hospitalier universitaire vaudois et l'université de Lausanne — en collaboration avec plus de 90 instituts de recherche européens et internationaux réparties dans 22 pays différents. Il rassemble des milliers de chercheurs.
Le projet doit durer dix ans et coûtera 1,19 milliard d'euros.

## Objectifs
Le Human Brain Project doit créer de nouveaux outils pour mieux comprendre le cerveau et ses mécanismes de base, appliquer ces connaissances dans le domaine médical, et contribuer à la création de l'informatique de l'avenir.
Les technologies de l'information et de la communication jouent un rôle central dans le projet. Des supercalculateurs devront être capables d'assembler les données neuroscientifiques du monde entier au sein d'un modèle et de simulations du cerveau humain. Le projet vise à créer une interface entre l'information génétique, les réactions moléculaires, la biologie et les mécanismes de la pensée.
Le projet vise également à créer une nouvelle plate-forme informatique médicale pour tester les modèles informatiques de maladies et améliorer le diagnostic, explorer les mécanismes sous-jacents et accélérer le développement de nouvelles thérapies.
Un autre objectif du projet est de tirer parti d'une meilleure compréhension du fonctionnement du cerveau pour le développement de technologies de l'information et de la communication plus performantes s’inspirant des mécanismes du cerveau humain. Les bénéfices espérés sont une meilleure efficacité énergétique, une fiabilité améliorée et la programmation de systèmes informatiques complexes.
Selon Henry Markram, le Human Brain Project est remarquable en particulier par l’échange et la communication qu'il génère au sein de la communauté scientifique. Grâce à l'HBP, des dizaines de milliers de scientifiques collaborent, à partir de leurs disciplines respectives, à un travail d'envergure sur le cerveau. Il espère que les hypothèses générées par ordinateur sur le comportement neuronal seront assez bonnes pour commencer à faire des hypothèses de niveau supérieur sur les structures émergentes du cerveau.
L'Human Brain Project étudie le fonctionnement du cerveau par rétro-ingénierie. L'idée d'une simulation complète d'un cerveau humain est notamment détaillée par Nick Bostrom dans son ouvrage Superintelligence : Paths, Dangers, Strategies.

## Controverses
En juillet 2014, une lettre ouverte est adressée à la Commission européenne. Signée par quelque 130 scientifiques, dont en tête Alexandre Pouget et Zachary Mainen (en), elle critique les orientations prises par la direction du HBP et appelle l’UE à prendre des mesures pour réorienter le projet. L'objet de cette lettre est la gouvernance du HBP qui est remise en cause par les signataires du document. Le réalisme du projet et son coût important sont aussi mis en cause,.
Un comité médiateur est alors formé, qui reprend les critiques adressées . L'écartement des neurosciences cognitives du Projet central (core project) vers des projets parallèles est critiqué  ; des conflits d'intérêts sont signalés ; enfin, le mode de gestion même du projet, jugé trop centralisé, avec un comité exécutif de trois personnes et son siège à l'EPFL, est remis en cause.
À la suite de cette requête, le Comité des directeurs du HBP, réuni à Paris en mars 2015 pour l'occasion, reprend à l'unanimité les 22 recommandations du comité médiateur, dont notamment l'importance des neurosciences cognitives pour le projet et leur financement,.
D'autres critiques portent plus sur la démarche même du projet. Yann Lecun, directeur IA de Facebook, critique l'idée qu'une IA pourrait émerger simplement d'un ordinateur, aussi puissant soit-il, en utilisant quelques algorithmes simples d'apprentissage. Il pense que les progrès en matière d'IA viendront plutôt de l'apprentissage machine non supervisé.
Pour simuler le fonctionnement d'un cerveau humain, la puissance calculatoire nécessaire est estimée à un exaflops. Le site du Human Brain Project admet qu'un superordinateur atteignant l'Exaflops sera difficile à atteindre avant 2020. Cette puissance de calcul est atteinte pour la première fois en 2022 par le superordinateur américain Frontier. Steve Furber (université de Manchester) souligne que les neuroscientifiques ne savent toujours pas avec certitude quels détails biologiques sont essentiels au traitement cérébral de l'information, et en particulier ceux qu'on peut s'abstenir de prendre en compte dans une simulation visant à simplifier ce processus.

## Réorientation du projet
Après un début difficile et controversé, une commission indépendante a effectué une révision du projet et a produit un an plus tard un rapport de 53 pages. Il présente différentes conclusions et des propositions de réorientation scientifique mais aussi organisationnelle.
À la suite de cette évaluation, le HBP a changé de directeur et Henry Markram ne coordonne plus le projet. L'HBP a également réajusté son programme scientifique. Le programme de recherche est maintenant conçu pour suivre une mission unique et un ensemble d'objectifs réalistes pouvant être achevés avec succès dans les limites du budget disponible.
L’HBP met désormais maintenant l'accent sur le développement d'un hub de données pour donner accès aux données neurologiques expérimentales à tous les chercheurs en neuroscience.
L’HBP prévoit également une intégration des systèmes et des neurosciences cognitives, ce qui n’était pas vraiment le cas jusqu’alors.
L’évaluation a mis en lumière une mauvaise définition des tâches, une inadéquation entre les équipes de recherche et un manque de cohérence et de transparence lors de l'attribution des budgets. Pour pallier ces problèmes, la gestion et la coordination des projets scientifiques ont été consolidées et simplifiées pour éviter notamment la dilution des ressources.

### Nouveaux objectifs
Les objectifs principaux du projet sont maintenant la mise au point et la démonstration de nouveaux outils informatiques pour la recherche future en neurosciences et l'intégration de scientifiques en dehors du HBP.
Le focus du projet est clairement la neuroinformatique notamment les analyses haute performance. Des équipes spécialisées dans ces domaines prévoient de fournir des logiciels aux chercheurs pour accéder, partager et analyser de nombreux types de données cérébrales.
L’objectif est ainsi de permettre aux chercheurs de collaborer en ligne et d’échanger des données et des outils et de combiner ces divers ensembles de données.
Le projet 3D-PLI à Jülich vise par exemple à réaliser des tranches de cerveau congelé de 60 micromètres d'épaisseur et d’analyser ces sections en utilisant l'imagerie à lumière polarisée 3D (3D-PLI) pour mesurer l'orientation spatiale des fibres nerveuses au niveau du micromètre et ainsi reconstituer les connexions qui seront rassemblées dans un modèle numérique 3D coloré. Cette atlas des connexions neuronales pèsera quelques pétaoctets par cerveau scanné et il est prévu de scanner de nombreux cerveaux humains.
Enfin, l’HBP a également des aspirations commerciales notamment en utilisant les idées accumulées sur le cerveau pour améliorer l'informatique par exemple par le développement de puces neuromorphiques plus performantes.
L’HBP devrait se terminer en 2023, mais d’après Alois C. Knoll de l’Université technique de Munich, la recherche sur le cerveau ne prendra pas fin avec le terme de l’HBP. Les chercheurs espèrent que le projet aura une vie après la mort et que l’HBP deviendra à terme une entité juridique indépendante capable de collecter ses propres fonds pour devenir un centre de recherche en neurosciences avancées ; une sorte de CERN pour le cerveau.

## Résultats
Le premier examen du projet a commencé en janvier 2015.
L'équipe a annoncé avoir réussi à reproduire informatiquement une colonne corticale de rat et son activité neurale en 2008 dans le cadre du projet Blue Brain, sans que ce résultat ait donné lieu à une publication dans une revue à comité de lecture.
En mai 2015, les ingénieurs du Human Brain Project (HBP) montrent les premières simulations en vue de la réalisation d'une « souris virtuelle » en plaçant un modèle informatique simplifié du cerveau d’une souris dans un corps virtuel soumis à des stimulations.
En octobre 2015, l'équipe du Blue Brain Project publie dans Cell un article décrivant une simulation d'un cerveau de rat, portant sur 31 000 neurones et 40 millions de synapses correspondant à un volume du néocortex d'environ 0,29 mm3. La simulation réussit à reproduire des résultats expérimentaux obtenus in vivo et in vitro sans calibrage préalable du modèle. L’étude montre également que le cortex numérique présente d’intéressantes propriétés de traitement de l’information. Ces résultats n'ont cependant pas fait cesser les critiques contre le HBP.